# Hogna parvagenitalia
Hogna parvagenitalia este o specie de păianjeni din genul Hogna, familia Lycosidae. A fost descrisă pentru prima dată de Guy, 1966.
Este endemică în Insulele Canare. Conform Catalogue of Life specia Hogna parvagenitalia nu are subspecii cunoscute.